# Bernold von Ottobeuren
Bernold von Ottobeuren, auch als Bernold der Presbyter bekannt, war ein katholischer Priester und Mönch.
Bernold lebte wie Hatto und Brun im 11. Jahrhundert als Benediktinermönch und Rekluse im Kloster Ottobeuren. Er soll schon zu Lebzeiten Wunder bewirkt haben. Darum hob Bischof Udalschak von Augsburg am 25. November 1189 die Gebeine der drei Mönche und brachte sie in die Michaelskapelle. Seit 1772 liegen die Reliquien im Mausoleum am Nepomukaltar der Klosterkirche von Ottobeuren.
Sein liturgischer Gedenktag ist der 25. November.